# 中林真幸
中林 真幸（なかばやし まさき、1969年 - ）は、日本の経済史学者、東京大学教授。

## 略歴
東京都出身。東京都立町田高等学校卒、1993年東京大学文学部国史学科卒、1998年同大学院人文社会系研究科博士課程修了、「製糸資本の勃興と確立」で文学博士。1998年東大経済学研究科助手、1999年千葉大学法経学部助教授、2002年大阪大学経済学研究科助教授、2007年准教授、2008年東京大学社会科学研究所准教授、2014年教授となる。2003年『近代資本主義の組織』で日経・経済図書文化賞受賞。

## 著書
- 『近代資本主義の組織 製糸業の発展における取引の統治と生産の構造』東京大学出版会　2003

### 共編著
- 『展望日本歴史 18 近代の経済構造』武田晴人共編 東京堂出版 2000
- 『比較制度分析・入門』石黒真吾共編 有斐閣 2010
- 『講座・日本経営史 第3巻 組織と戦略の時代 1914～1937』佐々木聡共編著、ミネルヴァ書房 2010
- 『日本経済の長い近代化 統治と市場、そして組織1600-1970』編 名古屋大学出版会 2013
- 『エコノミストの戦後史 日本経済50年の歩みを振り返る』小峰隆夫,岡崎哲二,寺西重郎,松島茂,中村尚史,日本経済研究センター50年史編纂委員会共編 日本経済新聞出版社 2013
- 『企業の経済学 構造と成長』石黒真吾共編 有斐閣 2014
- 『企業統治の法と経済 比較制度分析の視点で見るガバナンス』田中亘共編 有斐閣 2015
- 『岩波講座日本経済の歴史』全3巻 深尾京司,中村尚史共編集 岩波書店 2017

### 翻訳
- 『ダグラス・ノース制度原論』瀧澤弘和共監訳 水野孝之,川嶋稔哉,高槻泰郎,結城武延訳 東洋経済新報社 2016

## 論文
- ＜中林真幸